# Baumschulenweg

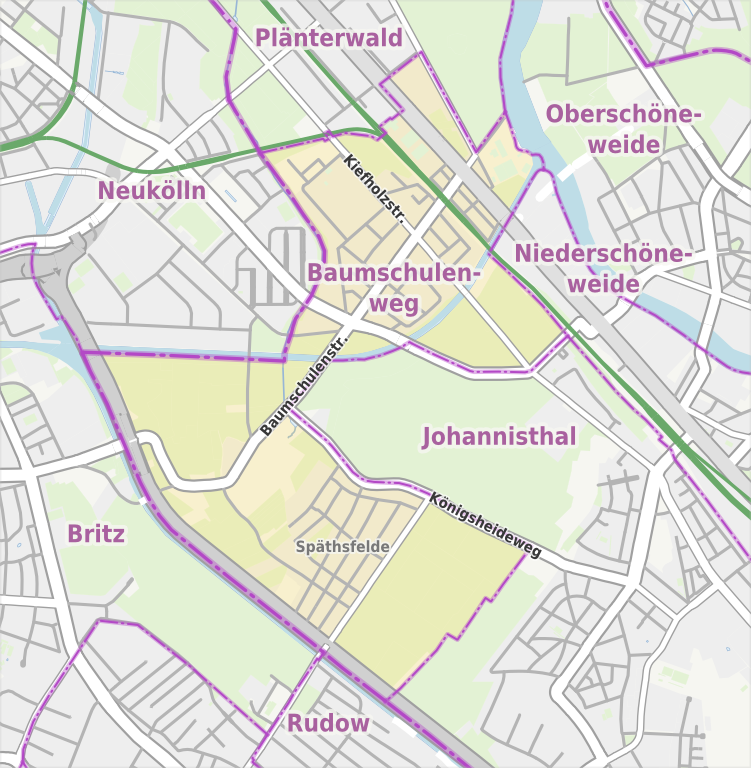
Mappa del quartiere

Baumschulenweg è un quartiere di Berlino, appartenente al distretto di Treptow-Köpenick.